# Patagioenas squamosa
Patagioenas squamosa é uma espécie de ave pertencente à família dos columbídeos. A espécie ocorre em todo o Caribe.